# 29.º distrito congresional de Texas
El 29.º distrito congresional es un distrito congresional que elige a un Representante para la Cámara de Representantes de los Estados Unidos por el estado de Texas.  Según la Oficina del Censo, en 2011 el distrito tenía una población de 680 576 habitantes. Actualmente el distrito está representado por el Demócrata Gene Green.

## Geografía
El 29.º distrito congresional se encuentra ubicado en las coordenadas 29°41′17″N 95°11′59″O / 29.68806, -95.19972.

## Demografía
Según la Oficina del Censo de los Estados Unidos, en 2011 había 680 576 personas residiendo en el 29.º distrito congresional. De los 680 576 habitantes, el distrito estaba compuesto por 443 655 (65.2%) blancos; de esos, 437 035 (64.2%) eran blancos no latinos o hispanos. Además 65 452 (9.6%) eran afroamericanos o negros, 4 444 (0.7%) eran nativos de Alaska o amerindios, 9 300 (1.4%) eran asiáticos, 46 (0%) eran nativos de Hawái o isleños del Pacífico, 156 703 (23%) eran de otras razas y 7 596 (1.1%) pertenecían a dos o más razas. Del total de la población 513 596 (75.5%) eran hispanos o latinos de cualquier raza; 458 144 (67.3%) eran de ascendencia mexicana, 2 199 (0.3%) puertorriqueña y 806 (0.1%) cubana. Además del inglés, 4 954 (66.3%) personas mayor a cinco años de edad hablaban español perfectamente.
El número total de hogares en el distrito era de 196 661, y el 76.8% eran familias en la cual el 43.8 tenían menores de 18 años de edad viviendo con ellos. De todas las familias viviendo en el distrito, solamente el 50.6% eran matrimonios. Del total de hogares en el distrito, el 5.8 eran parejas que no estaban casadas, mientras que el 0.4% eran parejas del mismo sexo. El promedio de personas por hogar era de 3.44. 
En 2011 los ingresos medios por hogar en el distrito congresional eran de US$35 170, y los ingresos medios por familia eran de US$48 796. Los hogares que no formaban una familia tenían unos ingresos de US$49 264. El salario promedio de tiempo completo para los hombres era de US$31 209 frente a los US$24 816 para las mujeres. La renta per cápita para el distrito era de US$14 024. Alrededor del 25.3% de la población estaban por debajo del umbral de pobreza.